# Lina Lehtovaara
Lina Lehtovaara (Kokkola, 23 de juny de 1981) és una àrbitra de futbol finlandesa. Ha arbitrat, entre d'altres, la final de la Lliga de Campions Femenina de la UEFA 2021-22 i a l'Eurocopa Femenina de Futbol 2022.

## Trajectòria
Lehtovaarasta va començar a arbitrar als 17 anys en partits juvenils. L'any 2003 va debutar com a àrbitra assistent al campionat femení. Es va convertir en àrbitra internacional de la FIFA el 2009.
A nivell internacional, Lehtovaara ha arbitrat equips de 40 països diferents, a més de la final de la Champions, també el Clàssic entre el FC Barcelona i el Reial Madrid Club de Fútbol a la Champions League el març del 2022. A l'Eurocopa Femenina de Futbol 2017, Lehtovaara va exercir com a quart àrbitre i és una àrbitre candidata per a la Copa del Món Femenina de Futbol 2023.
A Finlàndia, Lehtovaara ha arbitrat a la Lliga Nacional, la Segona Divisió masculina i la Primera Divisió masculina. La Federació Finlandesa de Futbol ha premiat Lehtovaara com a àrbitre de l'any 2015, 2016, 2018, 2019, 2020 i 2021.